# Кони-Айленд ночью
Кони-Айленд ночью — немой короткометражный документальный фильм Эдвина Стэнтона Портера. По данным IMDb, фильм считается самой красивой экранизацией, когда-либо созданной Портером. Кадры интересны тоже. Это самая ранняя экранизация ночного Кони-Айленда. Премьера состоялась в США 29 июня 1905 года.

## Сюжет
В фильме показаны Кони-Айленд и Луна-Парк ночью.

## Художественные особенности
Фильм наделён красивой атмосферой парка развлечений. Луна-Парк был прекрасным с его открытия в 1903 году и до упразднения в 1944 году.